# Ирад (Библија)
Ирад или Хаидад (јевр. עירד‏‎) је библијска личност која се помиње у Књизи постања Старог завета, а као праунук Адамов, унук Каинов, син Енохов, отац Мехиаилов, и деда Метусалахов, прадеда Ламехов.
Име Ирад се у Библији помиње само једном у контексту генеалогије од Каина до Ламеха, али за разлику од Сетовог родослова, без навођења старости у којој су ликови живели.
Библичар Александар Лопухин примећује да филолошки име Ирад значи „град“, указујући тако на Ирада као на првог правог становника града. Из овога произилази да је изградњу града започео Каин, наставио Енох, релативно је завршена рођењем Еноховог сина, којег он у част овог догађаја назива Ирад .
У православној верзији Библије, која је заснована на грчкој Септуагинти, Ирад је назван Хаидад, као резултат мешања два слична слова у грчком преводу.

## Ирад у мормонизму
За разлику од православне Библије, у Мојсијевој књизи, која је уврштена у Драгоцени бисер, име Ирад се помиње два пута. Први помен се потпуно поклапа са канонском верзијом. Друга референца говори о детаљима убиства које је починио Ламех, Ирадов праунук, који су одсутни у канонској верзији Библије. Памти се да је Ламех убио Ирада јер је Адамовој деци почео да прича тајну коју је Сатана открио Ламеху.